# Jaroslav Pospíšil (zpěvák)
Jaroslav Pospíšil, též Jára Pospíšil (26. ledna 1905 Jihlava – 11. února 1979 Praha), byl český operní a operetní pěvec (tenor).

## Biografie
Jako syn českého soudce Antonína Pospíšila a židovské matky, rozené Nettlové z Německého Brodu, se narodil 26. ledna 1905 v Jihlavě. Dětství prožíval v Telči, Moravských Budějovicích a dalších městech podle otcova působení. Jaroslav se nejprve začal učit drogistou, ale brzy přešel na pražskou konzervatoř, kde studoval operní zpěv u E. Fuchse.
Svou slávu si vybudoval především jako operetní zpěvák-tenorista a stal se hvězdou třicátých let. Byl nesporně nejslavnějším milovníkem operety. Svoji první gramofonovou desku natočil již v roce 1929. Hrál ve 22 filmech, absolvoval 4600 operních a operetních představení a téměř 5000 samostatných koncertů, nahrál 546 gramofonových desek, na řadě písní se podílel i autorsky. V televizi vystoupil poprvé již v roce 1935 při pokusném vysílání na světové výstavě v Paříži a je tedy pravděpodobně naším prvním televizním umělcem. Do této doby zapadá i krátké manželství s tehdejší hvězdou Hanou Vítovou, kterou si 12. srpna 1933 v Praze v Dejvicích na magistrátě vzal; toto manželství bylo 20. prosince 1934 rozloučeno. Po druhé se oženil 7. června 1939, s Marii Šetkovou (1912), se kterou měl dceru Jaroslavu, a syna Jiřího.
Pro jeho smíšený židovský původ mu bylo v roce 1943 zakázáno vystupovat, a tak místo jevišť na něj čekaly jiné profese, například pracoval i jako kočí v Novém Městě na Moravě. Konec válečného období dokonce prožil jako vězeň internačního tábora v Bystřici u Benešova. Osvobození však stihl prožít v Plzni, kde zpíval generálu Pattonovi, a již 12. května zpíval Jeníka v plzeňském nastudování Prodané nevěsty. Nepřízni mocných se nevyhnul ani po roce 1968 a od roku 1969, kdy byl poslán do důchodu, cestoval po republice s vlastním programem Kouzlo operety.
S diváky se rozloučil malou němou rolí zbrojnoše ve filmu Zdeňka Podskalského Noc na Karlštejně. V závěrečné písni filmu sedí pod stromem na hradním nádvoří a z každé strany má jednu z „čerstvě povolených“ žen..
Jára Pospíšil zemřel 11. února 1979 v Praze.

## Posmrtná připomínka
Roku 2005, při příležitosti 100. výročí narození, odhalil Karel Gott na jeho rodném domě pamětní desku.

## Role a písně

### Herec
- Hudba kolonád (1975) – jako zpěvák
- Noc na Karlštejně (1973) – jako zbrojnoš (němá malá rolička)
- Slaměný klobouk (1971) – jako klavírista
- Ta naše písnička česká (1967) – Karel Hašler
- Nikola Šuhaj (1947) – jako Zlatnikov
- Její hřích (1939) – jako milenec Carmen
- Bláhové děvče (1938) – jako zpěvák v operetě
- Manželka něco tuší (1938) – jako Jiří Netolický, právník
- Klatovští dragouni (1937) – jako kpt. Kovalský
- Výdělečné ženy (1937) – on sám
- Jarní písnička (1937) – zpěvák
- Vdavky Nanynky Kulichovy (1935) – jako dirigent pěveckého kroužku
- U svatého Antoníčka (1933) – jako skladatel Urban
- Peníze nebo život (1932) – jako lupič
- Právo na hřích (1932) – jako zpěvák v baru

### Zpěv
- Noc na Karlštejně (1973)
- Její hřích (1939)
- Bláhové děvče (1938)
- Pod jednou střechou (1938)
- Klatovští dragouni (1937)
- Jarní písnička (1937)
- U svatého Antoníčka (1933)
- Právo na hřích (1932)